# マスリン・サッサー
マスリン・サッサー（Mathlynn Sasser、1996年12月25日 - ）は、マーシャル諸島のウエイトリフティング選手。2016年のリオデジャネイロオリンピックの女子58kg級に初出場した。開会式では旗手を務めた。

## 主な戦績
| 年   | 大会                                 | 開催地           | 種目                    | 順位   | 結果 | 備考 |
| ---- | ------------------------------------ | ---------------- | ----------------------- | ------ | ---- | ---- |
| 2015 | パシフィックゲームズ                 | ポートモレスビー | 58kg級スナッチ          | 3位    | 75   |      |
| 2015 | パシフィックゲームズ                 | ポートモレスビー | 58kg級クリーン&ジャーク | 3位    | 97   |      |
| 2015 | パシフィックゲームズ                 | ポートモレスビー | 58kg級トータル          | 3位    | 172  |      |
| 2015 | ウエイトリフティング世界選手権       | ヒューストン     | 58kg級スナッチ          | 31位   | 80   |      |
| 2015 | ウエイトリフティング世界選手権       | ヒューストン     | 58kg級クリーン&ジャーク | 25位   | 103  |      |
| 2015 | ウエイトリフティング世界選手権       | ヒューストン     | 58kg級トータル          | 29位   | 183  |      |
| 2016 | オセアニアウエイトリフティング選手権 | スバ             | 58kg級スナッチ          | 準優勝 | 85   |      |
| 2016 | オセアニアウエイトリフティング選手権 | スバ             | 58kg級クリーン&ジャーク | 優勝   | 114  |      |
| 2016 | オセアニアウエイトリフティング選手権 | スバ             | 58kg級トータル          | 優勝   | 199  |      |
| 2016 | オリンピック                         | リオデジャネイロ | 58kg級                  | 11位   |      |      |
| 2017 | オセアニアウエイトリフティング選手権 | ゴールドコースト | 63kg級スナッチ          | 優勝   | 90   |      |
| 2017 | オセアニアウエイトリフティング選手権 | ゴールドコースト | 63kg級クリーン&ジャーク | 優勝   | 115  |      |
| 2017 | オセアニアウエイトリフティング選手権 | ゴールドコースト | 63kg級トータル          | 優勝   | 205  |      |